# سوسمار دیواری بالکان
سوسمار دیواری بالکان (نام علمی: Podarcis tauricus)، یک سوسمار معمولی از خانواده سوسماران راستین و بومی جنوب شرقی اروپا و آسیای صغیر است. این گونه خشکی‌زی است که در استپ، علفزار، باغ‌های زیتون، زمین‌های زیرکشت، چمنزار، باغ‌های روستایی، تپه‌های ماسه‌ای با پوشش گیاهی کم و نواحی شنی یافت می‌شود.
دو زیرگونه شناخته شده است
- Podarcis tauricus tauricus
- Podarcis tauricus thasopule